# George Pearson (Filmemacher)
George William Pearson (* 19. März 1875 in Kennington, London; † 8. Februar 1973 in Malvern) war ein britischer Filmregisseur, -produzent und Drehbuchautor.

## Leben
Pearson arbeitete zunächst als Lehrer. 1913, als verheirateter 37-Jähriger mit drei Kindern, gab er seinen Lehrerberuf auf und begann als Drehbuchautor und Filmproduzent bei Pathés Londoner Studios. 1915 ging er zu Gaumont, wo er als britisches Pendant zum französischen Fantômas den in vier Filmen zwischen 1915 und 1917 beliebten Ultus, den Rächer der Ungerechtigkeit, erfand.
1918 gründete er mit Thomas Welsh die Filmproduktionsfirma Welsh-Pearson, die in neuen Studios in Craven Park produzierte. Zu ihren finanziell erfolgreichsten Filme gehörten vier Squibs-Komödien (1921 bis 1923), die Betty Balfour als Star in Großbritannien etablierten. Ihren Erfolg verdanken sie der Mischung von bodenständigem Humor ihrer Helden aus der Schicht der Arbeiterklasse und der Darstellung typischer Missgeschicke des Lebens, die beim Publikum gut ankam.
Neben diesen Werken der einfachen Unterhaltung schuf er mit Nothing Else Matters (1920), Love, Life and Laughter (1923), Reveille (1924) und The Little People (1926) auch künstlerisch anspruchsvollere, emotionsgeladene Filmdramen. Pearson legte insbesondere auf die Visualisierung der Gefühle seiner Protagonisten mit filmischen Mitteln Wert. Reveille gilt dabei als sein Meisterwerk, das den Lebenskampf der gewöhnlichen Leute und Ungerechtigkeiten in Friedenszeiten porträtiert. In diesem Stummfilm stellte Pearson eine Schweigeminute für die Kriegsgefallenen besonders plastisch dar.
Pearson war ein Verfechter der Filmkunst und wurde Gründungsmitglied der London Film Society und Präsident der Association of British Film Directors. Er hielt Vorträge und sprach sich gegen die Einführung von Quoten für britische Filme aus, da dadurch die Qualität britischer Filme sinke. Den Übergang zu Tonfilm schaffte seine Firma nicht, sie ging Anfang der 1930er Jahre Bankrott. 1934 trennte er sich von Welsh und drehte bis 1937 für Julius Hagen Billigproduktionen in den Twickenham Studios.
Mit Kriegsbeginn ging Pearson zu Alberto Cavalcanti in die GPO Film Unit und kümmerte sich als Director-in-Chief der Colonial Film Unit um die Ausbildung von Filmemachern befreundeter Commonwealthstaaten. 1948 wurde er Ehrenmitglied der Royal Photographic Society, 1951 auch der British Film Academy. Im selben Jahr wurde er als Officer of the British Empire (OBE) ausgezeichnet. Im Alter von 80 Jahren zog er sich von der Arbeit zurück und veröffentlichte 1957 seine Autobiografie Flashback: an Autobiography of A British Film Maker.

## Filmografie (Auswahl)
- 1914: A Study in Scarlet (Regie)
- 1914: Christmas Day in the Workhouse (Regie)
- 1936: Midnight at Madame Tussaud's (Regie)